# Musculus serratus posterior inferior
Der Musculus serratus posterior inferior  (lat. für „hinterer unterer Sägemuskel“ oder „hinterer unterer Sägezahnmuskel“) – in der Tieranatomie als Musculus serratus dorsalis caudalis bezeichnet – ist ein Skelettmuskel des Brustkorbs. Er entspringt vom elften Brust- bis dritten Lendenwirbel und setzt in vier Zacken an der neunten bis zwölften Rippe an. Im menschlichen Körper verlaufen seine Muskelfasern vom Ursprung schräg nach kranial und lateral bis zum Ansatz.
Die Kontraktion des Muskels zieht die unteren Rippen nach dorsal und kaudal und wirkt so einer Verengung der unteren Thoraxapertur entgegen und unterstützt so die Inspiration. Er gehört wie der Musculus serratus posterior superior funktionell zur inspiratorischen Atemhilfsmuskulatur. Einige Lehrbücher sehen zusätzlich eine exspiratorische Wirkung.

## Belege
1. ↑  Michael Schünke u. a.: Prometheus Lernatlas der Anatomie. Kopf, Hals und Neuroanatomie. 3. Auflage. Thieme Verlag, Stuttgart 2011, S. 164.
 Theodor Schiebler, Horst-Werner Korf: Anatomie. 10. Auflage. Steinkopff Verlag, 2007, S. 243.
 August Rauber, Friedrich Kopsch: Anatomie des Menschen: Lehrbuch und Atlas. Band 1, 2. Auflage. Thieme Verlag, Stuttgart 1998, S. 282.
 Detlev Drenckhahn, Alfred Benninghoff: Anatomie. Makroskopische Anatomie, Histologie, Embryologie, Zellbiologie. Band 1. 16. Auflage. Urban & Fischer Verlag, München 2003, S. 457.
 Gerhard Aumüller u. a.: Duale Reihe Anatomie. Georg Thieme Verlag, Stuttgart 2010, S. 236.
2. 1 2  Herbert Lippert: Lehrbuch Anatomie. 6. Auflage. Urban & Fischer Verlag, München 2003, S. 153.
3. ↑  Ulrike Bommas-Ebert, Philipp Teubner, Rainer Voß: Kurzlehrbuch Anatomie und Embryologie. 3. Auflage. Thieme Verlag, Stuttgart 2011, S. 142.